# سادي ساندلر
سادي ساندلر (بالإنجليزية: Sadie Sandler)‏ هي ممثلة أمريكية، ولدت في 6 مايو 2006 بلوس أنجلوس في الولايات المتحدة.

## أعمال

### أفلام
- (2008) قصص ما قبل النوم
- (2010) البالغون[2][3][4]
- (2011) جاك وجيل[5]
- (2011) جست جو وذ إت[6]
- (2012) فندق ترانسيلفانيا[7]
- (2012) هذا هو ابني[8]
- (2013) البالغون 2
- (2014) مزيج[9][10]
- (2015) السخفاء الستة[11]
- (2015) بيكسلز
- (2015) فندق ترانسيلفانيا 2[12][13][14]
- (2018)  عطلة متوحشة

## وصلات خارجية
- سادي ساندلر على موقع IMDb (الإنجليزية)
- سادي ساندلر على موقع ألو سيني (الفرنسية)
- سادي ساندلر على موقع أول موفي (الإنجليزية)
- سادي ساندلر على موقع قاعدة بيانات الأفلام السويدية (السويدية)
- سادي ساندلر على موقع كينوبويسك (الروسية)